# Bifenil polibromat

Estructura de Lewis genèrica dels PBB. Les possibles posicions dels bromurs en els anells benzènics són assignades pels números mostrats als àtoms de carboni.

Els bifenils polibromats (sovint abreujat com a PBB pel seu nom en anglès Polybrominated Biphenyls) són un conjunt d'hidrocarburs bromats sintètics en els que un nombre situat entre 1 i 10 àtoms de brom romanen units amb un enllaç covalent simple a una molècula de bifenil. Així doncs, són possibles fins a 209 congèneres diferents de PBB (excluint els isòmers òptics resultants de la rotació de bifenils substituïts asimètricament), si bé només uns pocs d'ells han estat presents a les barreges comercials. Tots els congèneres amb el mateix nombre de bromurs reben el nom d'homòlegs. Per anomenar-los, la IUPAC fa servir la nomenclatura de Ballschmiter, la mateixa que s'utilitza per als bifenils policlorats. Formen part del grup dels retardants de flama bromats, que són considerats contaminants orgànics persistents. Químicament, els PBB són molt similars als PCB. Els PBB solen ser sòlids, incolors i inflamables. Són persistents i bioacumulables. Poden provocar problemes de salut com ara nàusees, vòmits, fatiga crònica, lesions cutànies i mal de panxa. No està demostrat que sigui cancerigen. La seva producció es va aturar el 1974. Tenien sobretot aplicacions a la indústria del plàstic per les seves propietats com a retardants de flama.

## Propietats moleculars

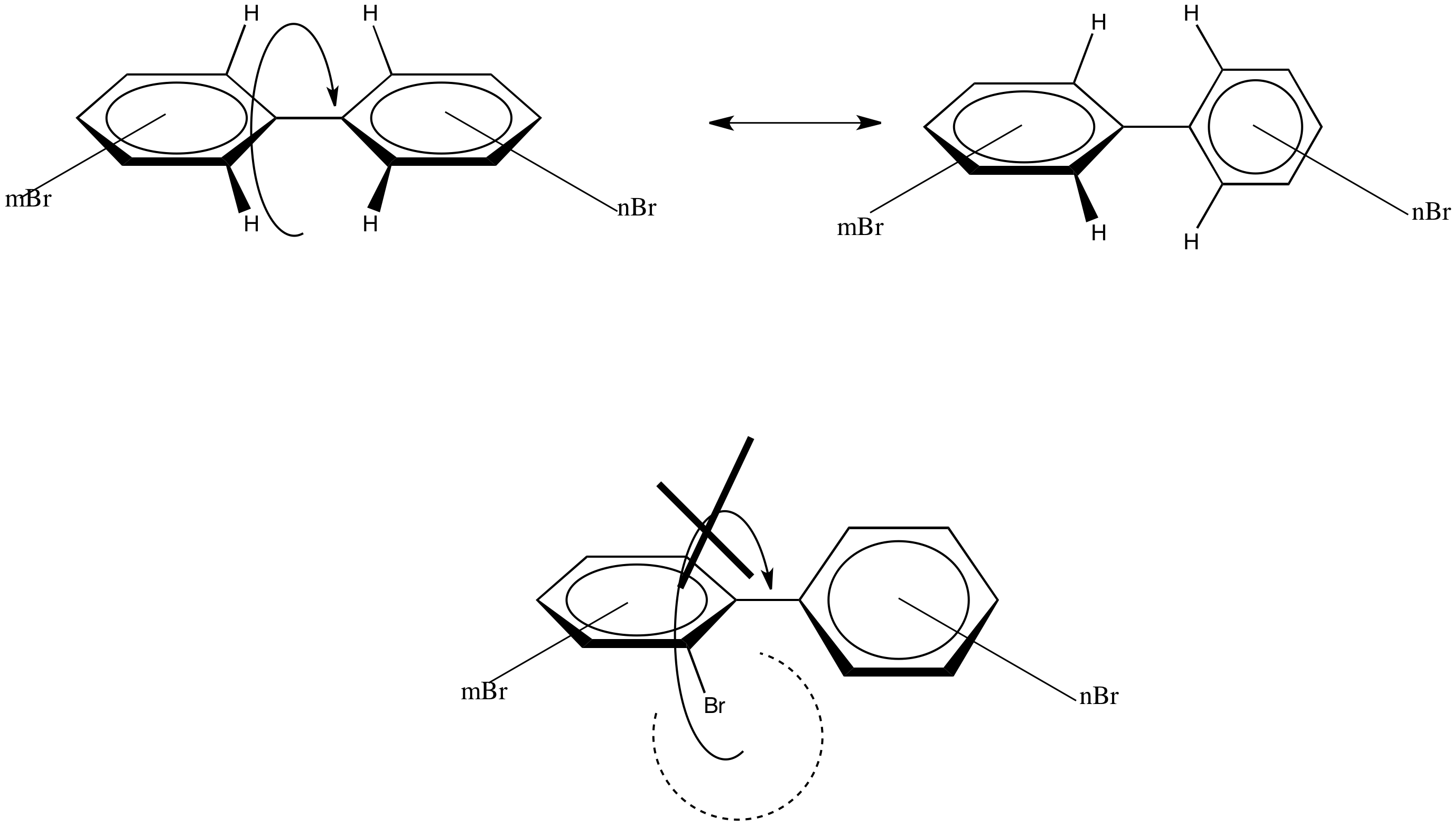
Diferència entre un PBB coplanar (representació superior) i un de no planar (representació inferior). Noteu que en el cas del PBB no planar, la presència d'un àtom de brom prop de l'enllaç no permet que aquest roti, cosa que no passa en el coplanar.

Els PBB estan formats per dos anells benzènics units amb un enllaç simple que pot rotar. Per motius energètics, sempre hi haurà una conformació preferent. Aquesta depèn del grau de bromació, ja que els bromurs poden crear impediments estèrics per ser més voluminosos que els àtoms d'hidrogen i impedir la rotació de l'enllaç. Des d'aquest punt de vista, els congèneres de PBB poden classificar-se en coplanars si tenen els bromurs lluny de l'enllaç que uneix els dos anells benzènics i en no planars en cas contrari. Hi ha 19 congèneres amb els bromurs distribuïts pel bifenil de manera asimètrica de tal manera que la rotació de l'enllaç està impedit i es poden isolar enantiòmers. Aquests enantiòmers es diuen atropoisòmers.
L'angle de conformació és clau a l'hora d'estudiar la solubilitat dels PBB. Aquest efecte es fa notar especialment en el cas dels congèneres altament orto-substituïts. També s'ha detectat una correlació entre la conformació i l'activitat biològica, el moment d'inèrcia, la degradació fotoquímica, la selectivitat en cromatografia de líquids i de gasos i els espectres d'RMN i de l'espectròmetre de masses. A més, se sap que els coplanars són més lipòfils i solubles en aigua (per la seva major polaritat) que els no planars. Aquests fets han permès detectar congèneres a la natura.
És important assenyalar que aquestes propietats moleculars poden relacionar-se amb l'elevada toxicitat que presenten els PBB. Els més tòxics són els coplanars, mentre que dels no planars només se'n poden trobar traces a la natura. Malgrat tot, el perquè d'aquesta correlació no acaba de ser comprès.

## Nomenclatura i congèneres
A causa de les seves propietats moleculars, es poden arribar a configurar teòricament fins a 209 congèneres diferents de PBB. A les barreges comercials només solen estar presents els congèneres de majora grau de bromació, però els de menor poden aparèixer com a resultat de la degradació dels primers. Cada congènere està ordenat numèricament segons el sistema desenvolupat per Karlheinz Ballschmiter el 1980 per als PCB.
| Posició dels bromurs a cada anell | 0 | 2 | 3  | 4  | 23 | 24 | 25 | 26 | 34 | 35 | 234 | 235 | 236 | 245 | 246 | 345 | 2345 | 2346 | 2356 | 23456 |
| --------------------------------- | - | - | -- | -- | -- | -- | -- | -- | -- | -- | --- | --- | --- | --- | --- | --- | ---- | ---- | ---- | ----- |
| 23456                             |   |   |    |    |    |    |    |    |    |    |     |     |     |     |     |     |      |      |      | 209   |
| 2356                              |   |   |    |    |    |    |    |    |    |    |     |     |     |     |     |     |      |      | 202  | 208   |
| 2346                              |   |   |    |    |    |    |    |    |    |    |     |     |     |     |     |     |      | 197  | 201  | 207   |
| 2345                              |   |   |    |    |    |    |    |    |    |    |     |     |     |     |     |     | 194  | 196  | 199  | 206   |
| 345                               |   |   |    |    |    |    |    |    |    |    |     |     |     |     |     | 169 | 189  | 191  | 193  | 205   |
| 246                               |   |   |    |    |    |    |    |    |    |    |     |     |     |     | 155 | 168 | 182  | 184  | 188  | 204   |
| 245                               |   |   |    |    |    |    |    |    |    |    |     |     |     | 153 | 154 | 167 | 180  | 183  | 187  | 203   |
| 236                               |   |   |    |    |    |    |    |    |    |    |     |     | 136 | 149 | 150 | 164 | 174  | 176  | 179  | 200   |
| 235                               |   |   |    |    |    |    |    |    |    |    |     | 133 | 135 | 146 | 148 | 162 | 172  | 175  | 178  | 198   |
| 234                               |   |   |    |    |    |    |    |    |    |    | 128 | 130 | 132 | 138 | 140 | 157 | 170  | 171  | 177  | 195   |
| 35                                |   |   |    |    |    |    |    |    |    | 80 | 107 | 111 | 113 | 120 | 121 | 127 | 159  | 161  | 165  | 192   |
| 34                                |   |   |    |    |    |    |    |    | 77 | 79 | 105 | 109 | 110 | 118 | 119 | 126 | 156  | 158  | 163  | 190   |
| 26                                |   |   |    |    |    |    |    | 54 | 71 | 73 | 89  | 94  | 96  | 102 | 104 | 125 | 143  | 145  | 152  | 186   |
| 25                                |   |   |    |    |    |    | 52 | 53 | 70 | 72 | 87  | 92  | 95  | 101 | 103 | 124 | 141  | 144  | 151  | 185   |
| 24                                |   |   |    |    |    | 47 | 49 | 51 | 66 | 68 | 85  | 90  | 91  | 99  | 100 | 123 | 137  | 139  | 147  | 181   |
| 23                                |   |   |    |    | 40 | 42 | 44 | 46 | 56 | 58 | 82  | 83  | 84  | 97  | 98  | 122 | 129  | 131  | 134  | 173   |
| 4                                 |   |   |    | 15 | 22 | 28 | 31 | 32 | 37 | 39 | 60  | 63  | 64  | 74  | 75  | 81  | 114  | 115  | 117  | 166   |
| 3                                 |   |   | 11 | 13 | 20 | 25 | 26 | 27 | 35 | 36 | 55  | 57  | 59  | 67  | 69  | 78  | 106  | 108  | 112  | 160   |
| 2                                 |   | 4 | 6  | 8  | 16 | 17 | 18 | 19 | 33 | 34 | 41  | 43  | 45  | 48  | 50  | 76  | 86   | 88   | 93   | 142   |
| 0                                 | 0 | 1 | 2  | 3  | 5  | 7  | 9  | 10 | 12 | 14 | 21  | 23  | 24  | 29  | 30  | 38  | 61   | 62   | 65   | 116   |

Exemple d'ús de la present taula: per determinar les possibles nomenclatures del PBB 156 s'han de localitzar a la taula i identificar els valors de la fila i la columna de capçalera (34 i 2345 respectivament). Així doncs, el nom IUPAC del PBB 156 seria 2,3,3',4,4',5-hexabromobifenil. Altres possibles nomenclatures serien 2,3,4,5,3',4'-hexabromobifenil, 2345-3'4'-hexabromobifenil (el grup que comença amb el número més baix apareix primer), 2345-34-hexabromobifenil i 233'44'5- hexabromobifenil.
Tots els congèneres amb el mateix nombre de bromurs es diuen homòlegs. En total, hi ha fins a deu grups d'homòlegs. Els homòlegs amb diferent patró de substitució reben el nom d'isòmers.
| Homòleg            | Nomenclatura de Ballschmiter | Fórmula molecular | Pes molecular | Isòmers |
| ------------------ | ---------------------------- | ----------------- | ------------- | ------- |
| Monobromobifenils  | de PBB 1 a PBB 3             | C₁₂H9Br           | 232,9         | 3       |
| Dibromobifenils    | de PBB 4 a PBB 15            | C₁₂H₈Br₂          | 311,8         | 12      |
| Tribromobifenils   | de PBB 16 a PBB 39           | C₁₂H₇Br₃          | 390,7         | 24      |
| Tetrabromobifenils | de PBB 40 a PBB 81           | C₁₂H₆Br₄          | 469,6         | 42      |
| Pentabromobifenils | de PBB 82 a PBB 127          | C₁₂H₅Br₅          | 548,5         | 46      |
| Hexabromobifenils  | de PBB 128 a PBB 169         | C₁₂H₄Br₆          | 627,4         | 42      |
| Heptabromobifenils | de PBB 170 a PBB 193         | C₁₂H₃Br₇          | 706,3         | 24      |
| Octabromobifenils  | de PBB 194 a PBB 205         | C₁₂H₂Br₈          | 785,2         | 12      |
| Nonabromobifenils  | de PBB 206 a PBB 208         | C₁₂HBr9           | 864,1         | 3       |
| Decabromobifenils  | PBB 209                      | C₁₂Br10           | 943,0         | 1       |

## Propietats fisicoquímiques

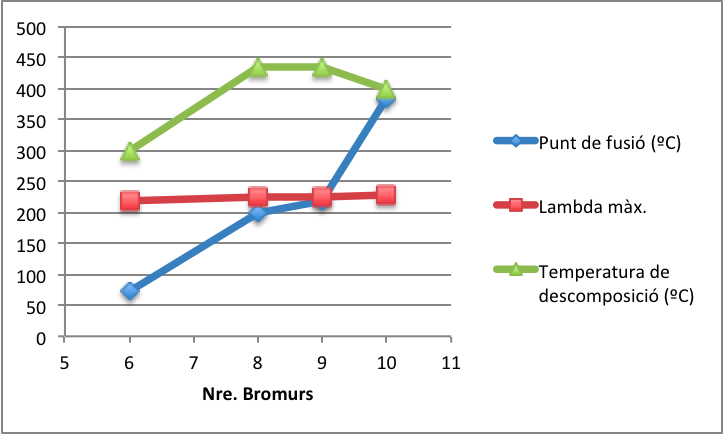
Variació d'algunes propietats fisicoquímiques dels PBB amb el grau de bromació.

Els PBB destaquen per la seva alta volatibilitat i baixa solubilitat en aigua, que contrasta amb la seva lipofília. A més, són persistents al medi ambient, però es degraden amb la radiació ultraviolada. La banda principal que es veu en els espectre ultraviolat és conseqüència de les transicions electròniques π→π*. Aquestes propietats decreixen amb el grau de bromació. La degradació debroma els compostos. La vida mitjana d'aquests compostos a l'atmosfera oscil·la entre els 41 i els 83 dies. Els productes que es generen de la piròlisi depenen de la temperatura.
| Congènere        | Punt de fusió (°C) | Lambda màx. (nm) | Densitat a temperatura ambient (g/cm³) | Solubilitat a l'aigua a 25 °C | Pressió de vapor a 25 °C (Pa) | Volatibilitat (% de pèrdua de pes) | log KOW | Temperatura de descomposició (°C) |
| ---------------- | ------------------ | ---------------- | -------------------------------------- | ----------------------------- | ----------------------------- | ---------------------------------- | ------- | --------------------------------- |
| Hexabromobifenil | 72                 | 219              | 2,6                                    | 0,32 (aigua destil·lada)      | 0,000007                      |                                    | < 7     | 300-400                           |
| Octabromobifenil | 200-250            | 225              |                                        | 20-30                         |                               | <50% (a 350 °C)                    |         | 435                               |
| Nonabromobifenil | 220-290            | 224              | 3,2                                    | <30                           |                               | <25% (a 388 °C)                    |         | 435                               |
| Decabromobifenil | 385                | 227              | 3,2                                    |                               | <0,000006                     | <10% (a 363 °C)                    | 8,6     | 395                               |

Malgrat tot, actualment no es disposa de dades sobre les constants de Henry, KOC i la pressió de vapor dels PBB, el que suposa un problema a l'hora d'estudiar el seu transport i emmagatzematge a l'ambient.

## Síntesi
Els procés de síntesi industrial de PBB fou concebut cap al 1966 a Alemanya. Els PBB eren sintetitzats industrialment a través d'una reacció de Friedel-Crafts on es feia reaccionar el bifenil amb el brom (en un excés estequiomètric del 20%) en un solvent orgànic i clorur d'alumini, bromur d'alumini o ferro com a catalitzadors. Com a subproducte, es genera àcid bromhídric. A escala de laboratori, s'ha aconseguit sintetitzar PBB per acoblament d'anilina bromada amb bromobenzè.

## Producció
Els PBB es van començar a sintetitzar a escala industrial cap a l'any 1970 i la producció s'abandonà el 1974 als Estats Units, el 1977 al Regne Unit, el 1985 a Alemanya i el 2000 a França. Els principals fabricants de PBB foren els Estats Units (Michigan Chemical Corporation), el Regne Unit (Berk Corporation), Alemanya (Chemische Fabrik Kalk) i França (Atochem). Tots els productes comercials de PBB consistien en barreges de congèneres altament bromats.
| Nom comercial                | Composició                                 | Productor                     | Nacionalitat |
| ---------------------------- | ------------------------------------------ | ----------------------------- | ------------ |
| FireMaster BP-6              | Hexa-PBB                                   | Michigan Chemical Corporation | Estats Units |
| FireMaster FF-1              | Hexa-PBB i 2% en pes de polisilicat càlcic | Michigan Chemical Corporation | Estats Units |
| Bromkal 80-9D                | Octa i Nona-PBB                            | Chemische Fabrik Kalk         | Alemanya     |
| Technical Octabromobiphenyl  | Octa i Nona-PBB                            | White Chemical Corporation    | Estats Units |
| Octabromobiphenyl FR 250 13A | Octa i Nona-PBB                            | Dow Chemical Company          | Estats Units |
| Adine 0102                   | Deca-PBB                                   | Atochem                       | França       |
| Berkflam B 10                | Deca-PBB                                   | Berk Corporation              | Regne Unit   |
| Flammex B-10                 | Deca-PBB                                   | Berk Corporation              | Regne Unit   |
| Technical decabromobiphenyl  | Deca-PBB                                   | White Chemical Corporation    | Estats Units |
| HFO 101                      | Deca-PBB                                   | Hexcel                        | Regne Unit   |

## Anàlisi química

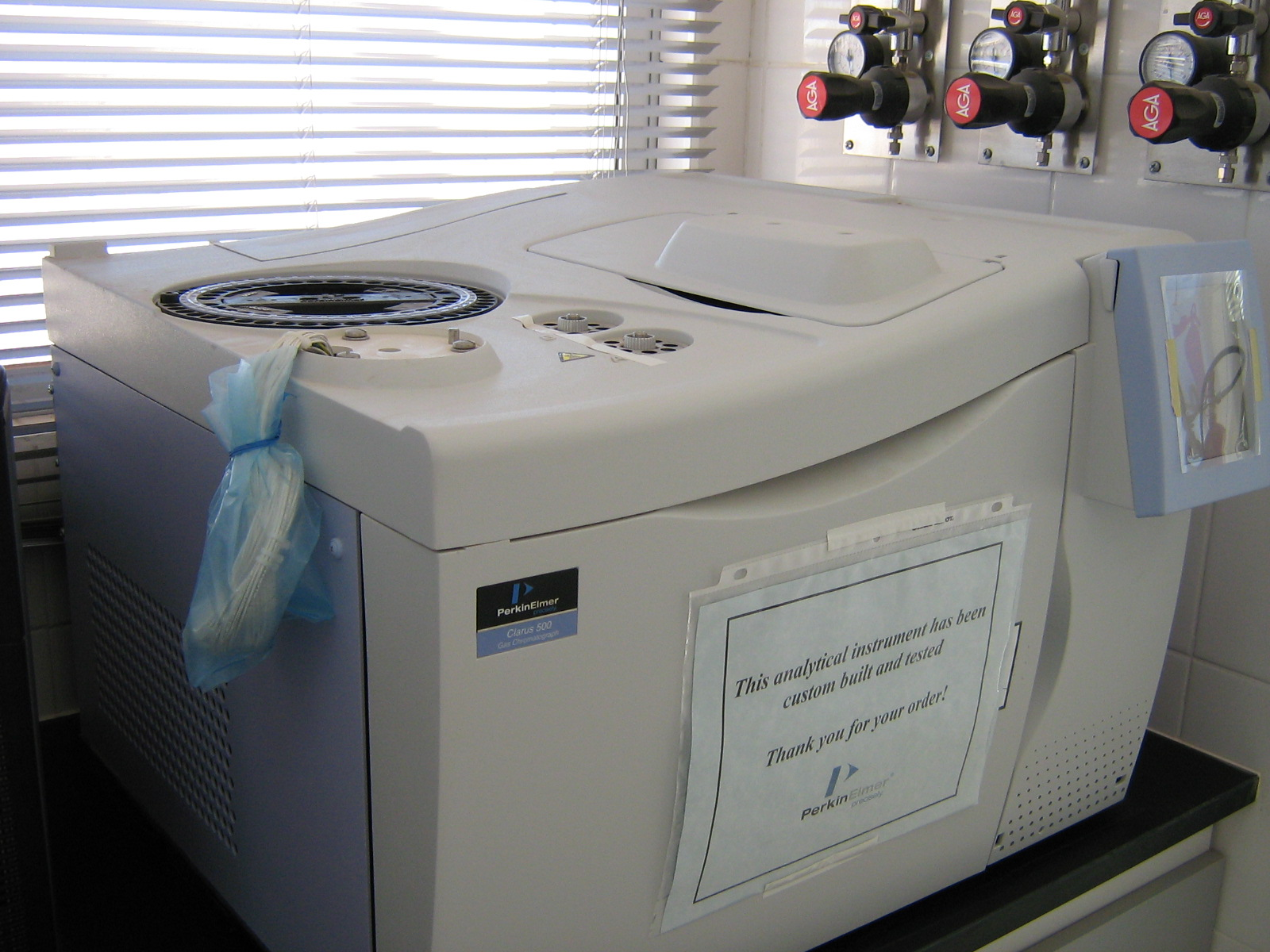
Cromatògraf de gasos. La GC és la tècnica analítica més usada a l'anàlisi de PBB

Els mètodes analítics de PBB han estat adaptats de mètodes prèviament estandarditzats per a l'anàlisi química d'hidrocarburs clorats. S'han ideat mètodes d'anàlisi d'aliments, excrements, plasma sanguini, greixos, llet, cabell i bilis. Les tècniques analítiques primàries per treballar amb aquests compostos inclouen la cromatografia de gasos amb un detector de captura d'electrons. Es poden determinar els congèneres per separat fer servir la cromatografia capil·lar de gasos o bé per espectrometria de masses. Per les seves variacions en el seu caràcter volàtil, la separació entre congèneres és molt difícil. Els mètodes d'extracció són els comuns pels plaguicides (normalment fent servir solvents orgànics). L'extracció de teixits adiposos és complicada per l'elevada lipofilicitat dels compostos.

## Caracterització estructural

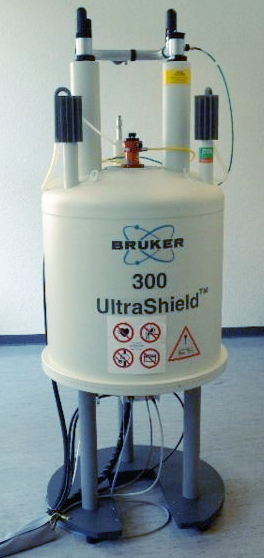
Espectòmetre d'RMN, tècnica de rutina per a la caracterització de congèneres de PBB

Normalment, es fan servir tècniques de RMN de carboni-13 per caracteritzar de manera unívoca els diferents congèneres de PBB, de manera molt similar a com s'ha fet en el cas dels PCB. A més, a través d'aquest tipus de tècnica espectroscòpica i dels espectres UV i de masses (amb l'excepció dels PBB monosubstituïts), s'han pogut esbrinar els efectes de la substitució orto en les propietats fisicoquímiques dels compostos.
| Substitució           | Solvent   | C1     | C2     | C3     | C4     | C5     | C6     | C1'    | C2'    | C3'    | C4'    | C5'    | C6'    |
| --------------------- | --------- | ------ | ------ | ------ | ------ | ------ | ------ | ------ | ------ | ------ | ------ | ------ | ------ |
| 2-Br                  | Acetona   | 143,37 | 122,88 | 132,15 | 130,06 | 128,38 | 129,81 | 141,88 | 128,78 | 130,01 | 128,49 | 130,01 | 128,78 |
| 3-Br                  | Acetona   | 144,19 | 130,51 | 123,35 | 131,48 | 130,92 | 126,59 | 140,13 | 127,73 | 129,73 | 128,73 | 129,73 | 127,73 |
| 4-Br                  | Cloroform | 139,98 | 128,67 | 131,82 | 121,52 | 131,82 | 128,67 | 140,13 | 126,89 | 128,84 | 127,59 | 128,84 | 126,89 |
| 2,4-Br₂               | Cloroform | 141,62 | 123,32 | 135,40 | 121,54 | 130,54 | 132,24 | 140,05 | 128,11 | 129,20 | 127,91 | 129,20 | 128,11 |
| 2,4-Br₂               | Acetona   | 142,58 | 123,71 | 135,86 | 121,98 | 131,57 | 133,44 | 140,69 | 128,90 | 129,87 | 128,70 | 129,87 | 128,90 |
| 2,5-Br₂               | Acetona   | 145,39 | 121,77 | 135,56 | 134,60 | 121,94 | 132,73 | 140,56 | 128,96 | 129,92 | 128,96 | 129,92 | 128,96 |
| 2,6-Br₂               | Cloroform | 143,08 | 124,55 | 131,80 | 129,76 | 131,80 | 124,55 | 141,18 | 128,17 | 129,15 | 128,08 | 129,15 | 128,17 |
| 2,2'-Br₂              | Acetona   | 142,90 | 123,88 | 133,32 | 130,51 | 128,26 | 131,91 | 142,90 | 123,88 | 133,32 | 130,51 | 128,26 | 131,91 |
| 4,4'-Br₂              | Cloroform | 138,95 | 128,49 | 132,05 | 121,99 | 132,05 | 128,49 | 138,95 | 128,49 | 138,95 | 128,49 | 132,05 | 128,49 |
| 2,4,6-Br₃             | Acetona   | 143,31 | 125,63 | 135,10 | 122,50 | 135,10 | 125,63 | 141,17 | 129,25 | 129,81 | 129,25 | 129,81 | 129,25 |
| 2,2',5-Br₃            | Acetona   | 144,84 | 121,45 | 135,15 | 134,51 | 123,09 | 133,46 | 141,56 | 123,59 | 133,54 | 131,03 | 128,49 | 131,82 |
| 2,3',5-Br₃            | Acetona   | 143,83 | 121,82 | 135,70 | 134,63 | 121,94 | 133,37 | 142,72 | 131,03 | 122,36 | 132,84 | 132,02 | 129,10 |
| 2,2',4',5-Br₄         | Acetona   | 142,79 | 122,21 | 134,10 | 133,66 | 120,98 | 132,76 | 139,78 | 122,82 | 135,21 | 124,08 | 131,85 | 130,57 |
| 2,2',4',5-Br₄         | Cloroform | 143,81 | 122,91 | 135,21 | 134,43 | 121,57 | 133,87 | 140,88 | 123,29 | 135,60 | 124,66 | 133,28 | 131,71 |
| 2,2',5',5-Br₄         | Cloroform | 142,79 | 121,00 | 134,07 | 133,57 | 122,11 | 132,84 | 142,49 | 121,00 | 134,07 | 133,57 | 122,11 | 132,84 |
| 2,2',5,6-Br₄          | Cloroform | 141,12 | 121,12 | 134,10 | 133,49 | 122,35 | 132,90 | 143,63 | 124,40 | 131,79 | 130,74 | 131,79 | 124,40 |
| 3,3',5,5'-Br₄         | Cloroform | 141,95 | 129,01 | 123,61 | 133,96 | 123,61 | 129,01 | 141,95 | 129,01 | 123,61 | 133,96 | 123,61 | 129,01 |
| 2,2',3, 3', 4, 4'-Br₆ | Acetona   | 138,88 | 127,85 | 128,85 | 128,06 | 130,69 | 126,94 | 138,88 | 127,85 | 128,85 | 128,06 | 130,69 | 126,94 |
| 2,2',4, 4', 5, 5'-Br₆ | Acetona   | 141,65 | 123,41 | 137,55 | 126,28 | 124,34 | 136,12 | 141,65 | 123,41 | 137,55 | 126,28 | 124,34 | 136,12 |
| 3,3',4, 4', 5, 5'-Br₆ | Acetona   | 138,87 | 130,69 | 126,92 | 128,03 | 126,92 | 130,69 | 138,87 | 130,69 | 126,92 | 128,03 | 126,92 | 130,69 |

| Substitució                           | [M]+· | [M-Br]+ | [M-2Br]+ |
| ------------------------------------- | ----- | ------- | -------- |
| 2-Br                                  | 100   | 79      |          |
| 3-Br                                  | 100   | 70      |          |
| 4-Br                                  | 100   | 67      |          |
| 2,4-Br₂                               | 92    | 4       | 100      |
| 2,5-Br₂                               | 100   | 3       | 77       |
| 2,6-Br₂                               | 100   | 2       | 87       |
| 2,2'-Br₂                              | 42    | 51      | 100      |
| 4,4'-Br₂                              | 100   | 1       | 71       |
| 2,4,6-Br₃                             | 100   | 1       | 51       |
| 2,2',5-Br₃                            | 100   | 1       | 72       |
| 2,2',5-Br₃                            | 81    | 100     | 83       |
| 2 ,3',5-Br₃                           | 100   | 1       | 51       |
| 2 ,4',5-Br₃                           | 100   | 1       | 72       |
| 2,2',4',5-Br₄                         | 100   | 58      | 65       |
| 2,2',5',5-Br₄                         | 100   | 67      | 69       |
| 2,2',5,6-Br₄                          | 100   | 57      | 59       |
| 3,3',5,5'-Br₄                         | 100   | 1       | 36       |
| 2,2',4 ,5', 6-Br₅                     | 100   | 54      | 38       |
| 2,2',4, 4', 5, 5'-Br₆                 | 100   | 51      | 57       |
| 2, 2',4, 4', 6, 6'-Br₆                | 100   | 8       | 39       |
| 2, 2',3 ,3' ,4 ,4' ,5 ,5', 6, 6'-Br10 | 100   | 22      | 25       |

## Toxicitat
Amb un valor de dosi letal mitjana inferior a 1 g/kg, s'ha conclòs que la toxicitat dels PBB és baixa. De fet, no s'ha registrat cap mortal per emmetzimament de PBB ni en animals ni en humans. Hi ha variacions del grau de toxicitat entre congèneres. S'ha correlacionat l'estructura dels PBB amb el seu grau de toxicitat i se n'han establertes tres categories diferents:
- La categoria 1 està formada pels PBB coplanars. Són els més tòxics de tots.

- La categoria 2 està formada pels PBB mono-orto-substituïts.

- De la categoria 3, la de menor toxicitat, en formen part la resta de congèneres.

## Rutes d'exposició

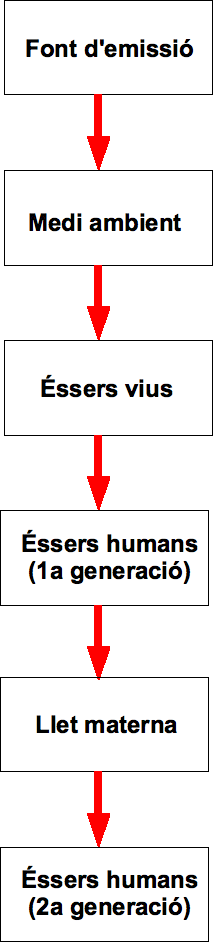
Ruta de bioacumulació de PBB

Les principals rutes d'exposició humana als PBB inclouen la digestió (ja sia directe o a través d'aliments greixosos o de llet), la inhalació i el contacte dèrmic. Antigament, les plantes industrials que sintetitzaven PBB emetien grans quantitats d'aquesta substància a l'atmosfera, però avui en dia això ja no suposa cap problema. La principal font actual d'emissió de PBB són els residus que es conserven a les plantes industrials que sintetitzaren aquest producte o la incineració de productes que contenen aquests compostos, que poden filtrar-se al sòl, l'aigua i l'atmosfera. Poden arribar a sedimentar-se als rius, llacs i oceans i precipitar al sòl amb la pluja i quedar-s'hi fortment adsorbits o en suspensió. L'adsorbció augmenta amb el grau de bromació. Són molt persistents al medi. Està comprovat que els PBB poc bromats es poden bioacumular als éssers vius. Tanmateix, no es bioacumulen en plantes. El seu mecanisme de transport no ha estat comprovat científicament malgrat que se n'han trobat traces d'aquests compostos a l'Àrtida. Tanmateix, en humans només s'han trobat traces de PBB en treballadors de les plantes sintetitzadores.

## Metabolització

Mecanisme d'acció cel·lular proposat pels PBB

Els PBB són absorbits, en una eficiència no determinada científicament, per l'organisme a través de l'aparell digestiu. A partir d'aquest punt, els PBB poden ser distribuïts a través del torrent sanguini a qualsevol teixit, si bé les majors concentracions es troben en els adiposos. Pot arribar a alterar les membranes cel·lulars. Els temps de vida mitjana dels PBB en humans estan al voltant dels 12 anys. El seu mecanisme d'acció podria estar relacionat amb la interacció amb el receptor cel·lular aril hidrocarboni, que causa alteracions genètiques, si bé això pot variar amb el congènere. El qui interaccionen més són els PBB coplanars. A més, pot induir la formació de diferents enzims i disminueix la producció de vitamina A. Acaben sent metabolitzats en forma de dihidròxids i excretats a través de la urina. També s'ha detectat la formació d'adductes macromoleculars.

## Efectes a la salut humana

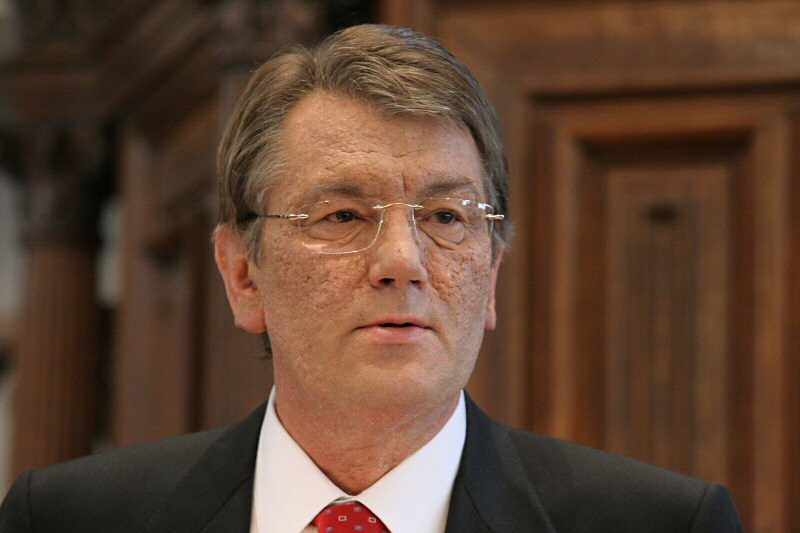
Persona amb haloacné, una de les lesions cutànies que poden provocar els PBB

L'Organització Mundial de la Salut ha documentat la correlació entre l'exposició als PBB i diversos problemes de salut com ara malalties cutànies, disfuncions hepàtiques, disfuncions renals, irritacions oculars, porfíria, problemes de fertilitat, problemes neuronals i immunodeficiències. Pel que fa a la seva carcinogenecitat, els PBB han estat classificat com un compost de tipus 2B (possible cancerigen pels éssers humans, encara per demostrar). Tampoc estan clars els possibles efectes que puguin tenir aquests compostos sobre el sistema endocrí ni el seu caràcter genotòxic. Podrien provocar problemes en el desenvolupament fetal, ja que els PBB són capaços de passar de la mare al fetus a través de la placenta. A més, poden alterar l'activitat biològica de diversos fàrmacs. Des d'un punt de vista morfològic, l'òrgan que més canvis pateix per exposició als PBB és el fetge. També la tiroide pot augmentar el seu pes. A causa de la seva baixa metabolització, els efectes a la salut només es noten a llarg termini. Els efectes crònics són similars als dels PCB.

## Aplicacions

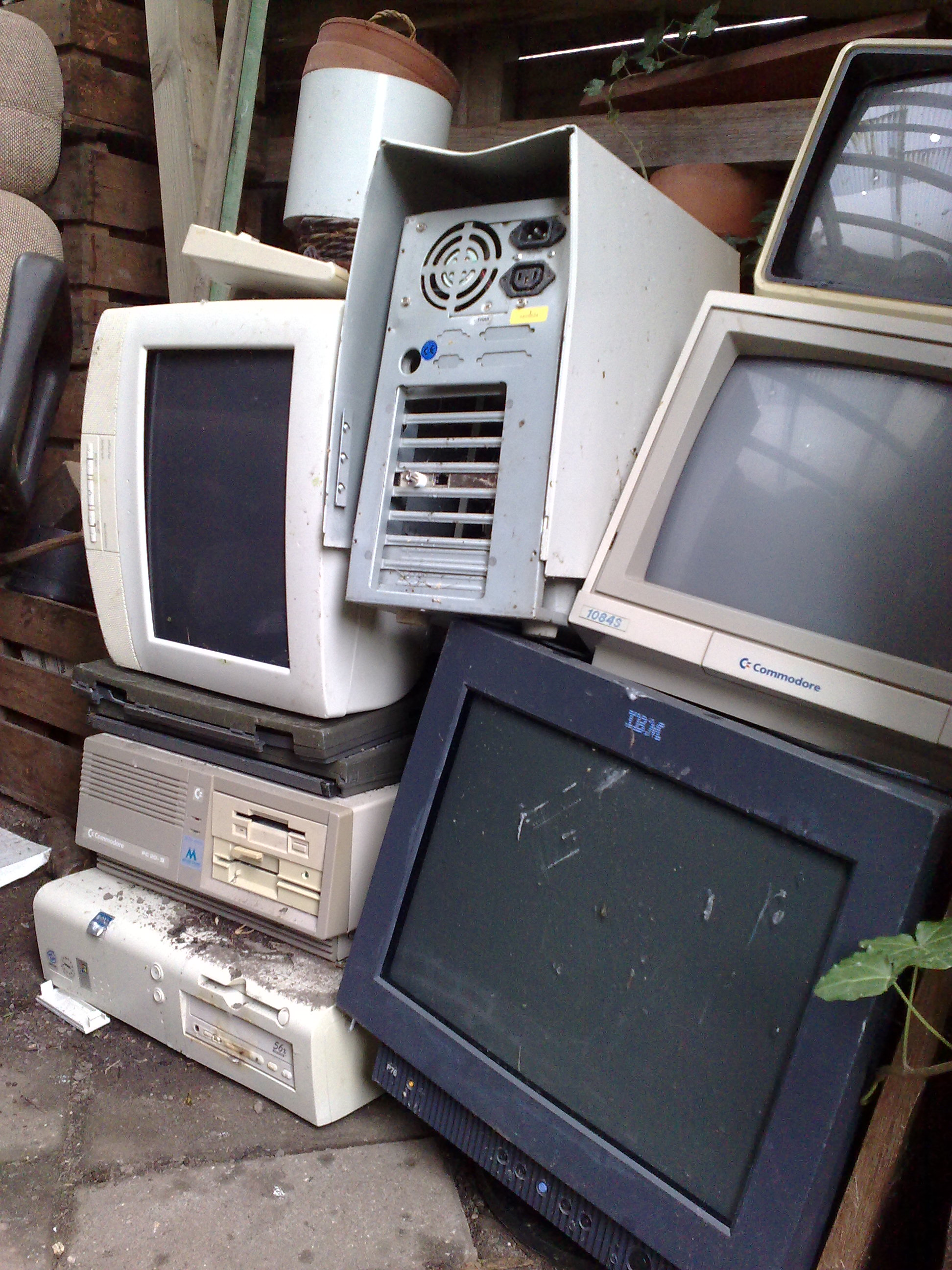
Residus electrònics. La majoria d'equips informàtics vells contenen PBB, el que és un problema ambiental.

Si bé actualment el seu ús està prohibit arreu del món, pel seu baix preu i baixa capacitat d'influir en les propietats d'altres compostos, antigament es van fer servir com a retardants de flama en fibres sintètiques i plàstics, especialment termoplàstics, molt demandats a la indústria electrònica i, en menor mesura, a la de l'automòbil. Mai eren incorporats a la matriu polimèrica. Hi ha patentades fins a 34 aplicacions diferents dels PBB. Per a la majoria d'aplicacions, els PBB han estat substituïts pels èters difenílics polibromats (PBDE) que, malgrat tot, presenten problemes per culpa de les impureses de PBB. Els PBDE tenen com a avantatge front als PBB la seva menor toxicitat, però, per contra, es degraden amb major facilitat cap a compostos altament tòxics i per piròlisi produeixen moltes dioxines i furans.
| Àmbit d'aplicació       | % d'ús | Exemples                                                      |
| ----------------------- | ------ | ------------------------------------------------------------- |
| Equipament electrònic   | 48     | Màquines d'escriure, calculadores, ordinadors personals       |
| Equipament elèctric     | 35     | Aparells de ràdio i televisió, termòstats, màquines d'afaitar |
| Productes manufacturats | 12     | Home cinema                                                   |
| Transport               | 1      | Peces d'automòbil                                             |
| Altres                  | 4      | Motors domèstics, aparells industrials                        |